# Б
Б, б («бе») — друга літера кириличної абетки. Є у всіх абетках, створених на кириличній графічній основі.

## Історія

Видозміна знака «Б» в різних системах письма.

Походить від літери старослов'янської кириличної абетки  («буки»), яка вважається похідною від великої грецької літери Β («бета» або «віта»). Накреслення пояснюють видозміною грецької «віти» — «недорисовуванням» верхнього елемента літери. Втім, на думку деяких дослідників, кирилична «буки» є видозміненим глаголичним знаком. Числового значення у кириличній системі числення «буки» не мала, оскільки у неї не було прямого відповідника у грецькій абетці (літері Β, β відповідала кирилична «віди»). Цікаво, що в латиниці звук [b] передає літера «B» такого ж походження, її ідентичність кириличній «В» пояснюється тим, що римляни запозичили свою абетку у греків ще тоді, коли β означала звук «б». Під час створення слов'янської абетки (IX століття) греки вимовляли β вже як «в», і в цьому фонетичному значенні вона узвичаїлась у кирилиці.
У глаголиці «буки» мала накреслення  і числове значення «2».
Назва «буки» походить від староцерк.-слов. боукы (прасл. *buky) — «буква», «літера», яке споріднене зі словом «бук»
У староукраїнській графіці у зв'язку з наявністю різних писемних шкіл і типів письма (устав, півустав, скоропис) «Б» вживалася в кількох варіантах, що допомагає визначити час і місце написання пам'яток.
У XVI столітті, крім рукописної, з'явилася друкована форма літери.

## Читання
Залежно від позиції, фонема «б» може мати такі алофони:
- [b] (б) — дзвінкий губно-губний проривний
- [β] (б-в) — дзвінкий губно-губний фрикативний
- [b̪] (твердий б) — дзвінкий губно-зубний проривний
- [ʙ] (б-бр) — губно-губний дрижачий

### В інших кириличних абетках
В алфавітних системах на основі кирилиці «б» частіше читається як [b], але вимова у деяких випадках може дещо змінюватися залежно від позиції у слові. Наприклад, у російській мові присутнє таке явище, як оглушення дзвінких приголосних наприкінці слів і складів. Відповідно до цього «б» читається в цій позиції як [p]: дуб — [dup].

## Інше використання
Нині використовується також при класифікаційних позначеннях і означає «другий»: ложа «Б», розділ «б». При цифровій нумерації вживається як додаткова диференційна ознака, коли ряд предметів має такий самий номер: 4-Б клас, будинок 15-Б тощо.

### Велика літера
- Б — скорочене кириличне позначення бела, одиниці вимірювання різниці рівнів звукової гучності або потужності та потужності інших фізичних величин.

### Мала літера

Літера "Б".

- б — скорочене кириличне позначення барна, одиниці вимірювання ефективного поперечного перерізу ядерних процесів

## Цікаві факти
- В українській мові є слово, що складається тільки з одної літери «б» — стягнена форма умовної частки «би», що вживається після голосних.
- Тхакарам — літера абетки малаялам, схожа на велику «Б», що лежить «на боці».

## Таблиця кодів
| Кодування    | Регістр | Десятковий код | 16-ковий- код | Вісімковий- код | Двійковий код     |
| ------------ | ------- | -------------- | ------------- | --------------- | ----------------- |
| Юнікод       | Велика  | 1041           | 0411          | 002021          | 00000100 00010001 |
| Юнікод       | Мала    | 1073           | 0431          | 002061          | 00000100 00110001 |
| ISO 8859-5   | Велика  | 177            | B1            | 261             | 10110001          |
| ISO 8859-5   | Мала    | 209            | D1            | 321             | 11010001          |
| KOI 8        | Велика  | 226            | E2            | 342             | 11100010          |
| KOI 8        | Мала    | 194            | C2            | 302             | 11000010          |
| Windows 1251 | Велика  | 193            | C1            | 301             | 11000001          |
| Windows 1251 | Мала    | 225            | E1            | 341             | 11100001          |